# Lukas Alterdinger
Lukas Alterdinger (* 25. April 1998) ist ein österreichischer Fußballspieler.

## Karriere
Alterdinger begann seine Karriere beim USK Gneis. Zur Saison 2014/15 rückte er in den Kader der ersten Mannschaft von Gneis. Für diese kam er in der Saison 2014/15 zu 18 Einsätzen in der sechsthöchsten Spielklasse. Mit Gneis stieg er zu Saisonende in die 1. Landesliga auf. In dieser kam er in der Saison 2015/16 zu 17 Einsätzen. Zur Saison 2016/17 wechselte der Mittelfeldspieler zum Regionalligisten Salzburger AK 1914. Für den SAK absolvierte er in seiner ersten Saison 21 Partien in der Regionalliga. Mit den Salzburgern stieg er zu Saisonende in die Salzburger Liga ab. In der vierthöchsten Spielklasse kam er in der Saison 2017/18 zu 27 Einsätzen. In der Saison 2018/19 blieb er verletzungsbedingt ohne Einsatz.
Zur Saison 2019/20 schloss er sich dem USK Anif an. Allerdings kam er auch bei Anif aufgrund langwieriger Verletzungsprobleme und dem vorzeitigen Abbruch des Spielbetriebes aufgrund der COVID-19-Pandemie nie zum Einsatz. Zur Saison 2020/21 wechselte Alterdinger zu den sechstklassigen Amateuren des Grazer AK. Im Oktober 2020 gab er nach über zwei Jahren ohne Pflichtspieleinsatz sein Comeback. Im Mai 2021 stand er gegen den SC Austria Lustenau erstmals im Profikader der Steirer. Sein Debüt in der 2. Liga gab er im selben Monat, als er am 29. Spieltag der Saison 2020/21 gegen den Floridsdorfer AC in der 62. Minute für Thomas Fink eingewechselt wurde. Dies war sein einziger Saisoneinsatz für die Profis.
In der Hinrunde der Saison 2021/22 war er zwar fester Bestandteil des Profikaders und stand auch häufig im Spieltagskader, zum Einsatz kam er aber ausschließlich für die Amateure der Grazer. Daraufhin wechselte er im Jänner 2022 leihweise zum Salzburger Regionalligisten SV Grödig. Bis zum Ende der Leihe kam er zu zwölf Einsätzen in der Salzburger Regionalliga für Grödig. Zur Saison 2022/23 kehrte er dann nicht zum GAK zurück, sondern wechselte zum Regionalligisten SC Kalsdorf. Für Kalsdorf spielte er neunmal in der Regionalliga.
Im Jänner 2023 zog Alterdinger weiter zum Salzburger Regionalligisten SV Austria Salzburg.